# Alfred Wallis
Alfred Wallis, né le 18 août 1855 à Devonport, dans le Devon, et mort le 29 août 1942, est un pêcheur et un artiste cornique britannique.

## Biographie

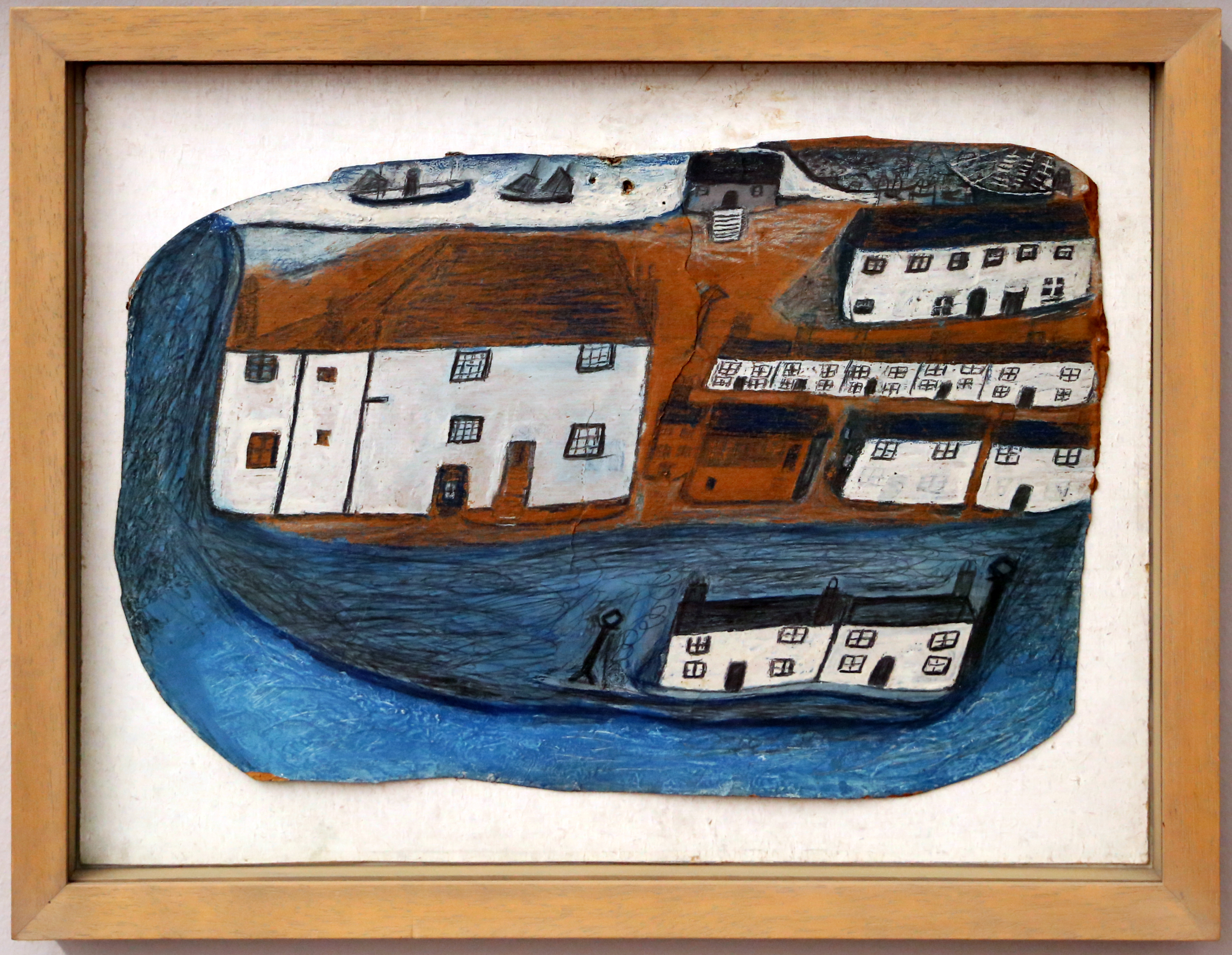
St Ives, vers 1928.

Les parents d'Alfred Wallis, Charles et Jane Wallis, sont originaires de Penzance en Cornouailles et déménagent à Devonport dans le Devon, en 1850, pour trouver du travail. C'est à Devonport qu'Alfred et son frère Charles sont nés. Plus tard, à la mort de Jane Wallis, la famille retourne à Penzance. En quittant l'école, Alfred Wallis est apprenti chez un vannier avant de devenir marin dans la marine marchande au début des années 1870. Il navigue sur des goélettes à travers l'Atlantique Nord entre Penzance et Terre-Neuve.
Alfred Wallis épouse Susan Ward à l'église St Mary's de Penzance en 1876, alors qu'il a 20 ans et sa femme 41. Il devient le beau-père de ses cinq enfants. Au début de son mariage, il continue à pêcher en haute mer sur la route de Terre-Neuve, ce qui lui permet de gagner un bon salaire. Après la mort de ses deux enfants en bas âge, Alfred se tourne vers la pêche locale et le travail à Penzance.
La famille déménage à St Ives dans le Cornouailles, en 1890, où il s'établit comme marchand de produits de la mer, achetant de la ferraille, des voiles, de la corde et d'autres biens. En 1912, son entreprise, Wallis, Alfred, Marine Stores Dealer ferme ses portes et Alfred s'occupe de petits emplois et travaille pour un antiquaire local, M. Armour, ce qui lui a permis de se familiariser avec le monde des objets d'art.
Après la mort de sa femme en 1922, Alfred Wallis se met à la peinture, comme il le dira plus tard à Jim Ede, « pour la compagnie ». Il ne reçoit jamais de cours d'art et est autodidacte.
Ses peintures sont un excellent exemple d'art naïf ; la perspective est ignorée et l'échelle d'un objet est souvent basée sur son importance relative dans la scène, donnant à beaucoup de ses peintures une qualité de carte. Alfred Wallis peint des paysages marins de mémoire, en grande partie parce que le monde de la voile qu'il connait est en train d'être remplacé par les bateaux à vapeur. Comme il l'a dit, ses sujets étaient « à quoi bon sortir de ma mémoire ce que nous ne verrons peut-être plus jamais... ». Ayant peu d'argent, Alfred Wallis improve avec des matériaux, surtout en peignant sur du carton arraché aux boîtes d'emballage et en utilisant une palette limitée de peinture achetée chez des shipchandler.
À bien des égards, la chronologie d'Alfred Wallis est excellente. En 1928, quelques années après qu'il a commencé à peindre, Ben Nicholson et Christopher Wood arrivent à Saint-Ives et établissent une colonie d'artistes. Ils sont ravis de retrouver Alfred et louent son approche directe de la création d'images. Ben Nicholson déclarera plus tard que « pour Wallis, ses peintures n'étaient jamais des « peintures » mais des événements réels ». Alfred Wallis est propulsé dans un cercle d'artistes parmi les plus progressistes travaillant en Grande-Bretagne dans les années 1930.
L'influence, cependant, est à sens unique ; Alfred Wallis continue à peindre comme il l'a toujours fait. Ben Nicholson qualifiera plus tard l'art d'Alfred de « quelque chose qui a grandi dans les mers et sur la terre de Cornouailles et qui perdurera ».
Par l'intermédiaire de Ben Nicholson et de Christopher Wood, Alfred Wallis est présentée à Jim Ede qui fait la promotion de son travail à Londres. Malgré cette attention, Alfred vend peu de tableaux et continue à vivre dans la pauvreté jusqu'à sa mort au workhouse Madron près de Penzance. Il est inhumé au cimetière Barnoon, surplombant la plage de St Ives Porthmeor et la galerie Tate St Ives. Une pierre tombale élaborée, représentant un petit marin au pied d'un immense phare ; un motif populaire dans les peintures d'Alfred Wallis est fabriquée à partir de carreaux par le potier Bernard Leach et recouvre la tombe d'Alfred Wallis.
Alfred Wallis croyait que ses voisins lui en voulaient pour sa célébrité, le croyant secrètement riche. Dans l'une de ses dernières lettres, à Ede, il a écrit :   
« i am thinkin of givin up The paints all to gether i have nothin But Persecution and gelecy [jealousy] and if you can com [come] down for an hour or 2 you can take them with you and give what they are worf [worth] afterwards. These drawers and shopes are all jealous of me. »
« Je pense à abandonner les peintures pour ne plus avoir que la persécution et la jalousie et si vous pouvez venir pendant une heure ou deux, vous pouvez les prendre avec vous et donner ce qu'elles valent après. Ces tiroirs et ces magasins sont tous jaloux de moi. »
Des exemples de peintures d'Alfred Wallis peuvent être vues à la Tate St Ives et à Kettle's Yard à Cambridge (maison de Jim Ede). En octobre 2020, une exposition intitulée Alfred Wallis redécouvert a été inaugurée à Kettle's Yard.